# Heart in a Cage
Heart in a Cage is een nummer van de Amerikaanse band The Strokes uit 2006. Het is de tweede single van hun derde studioalbum First Impressions of Earth.
"Heart in a Cage" gaat over jezelf los voelen van de mensen om je heen. Het nummer werd enkel in het Verenigd Koninkrijk een hit, waar het een bescheiden 25e positie behaalde.